# Freizeitstätte Garath

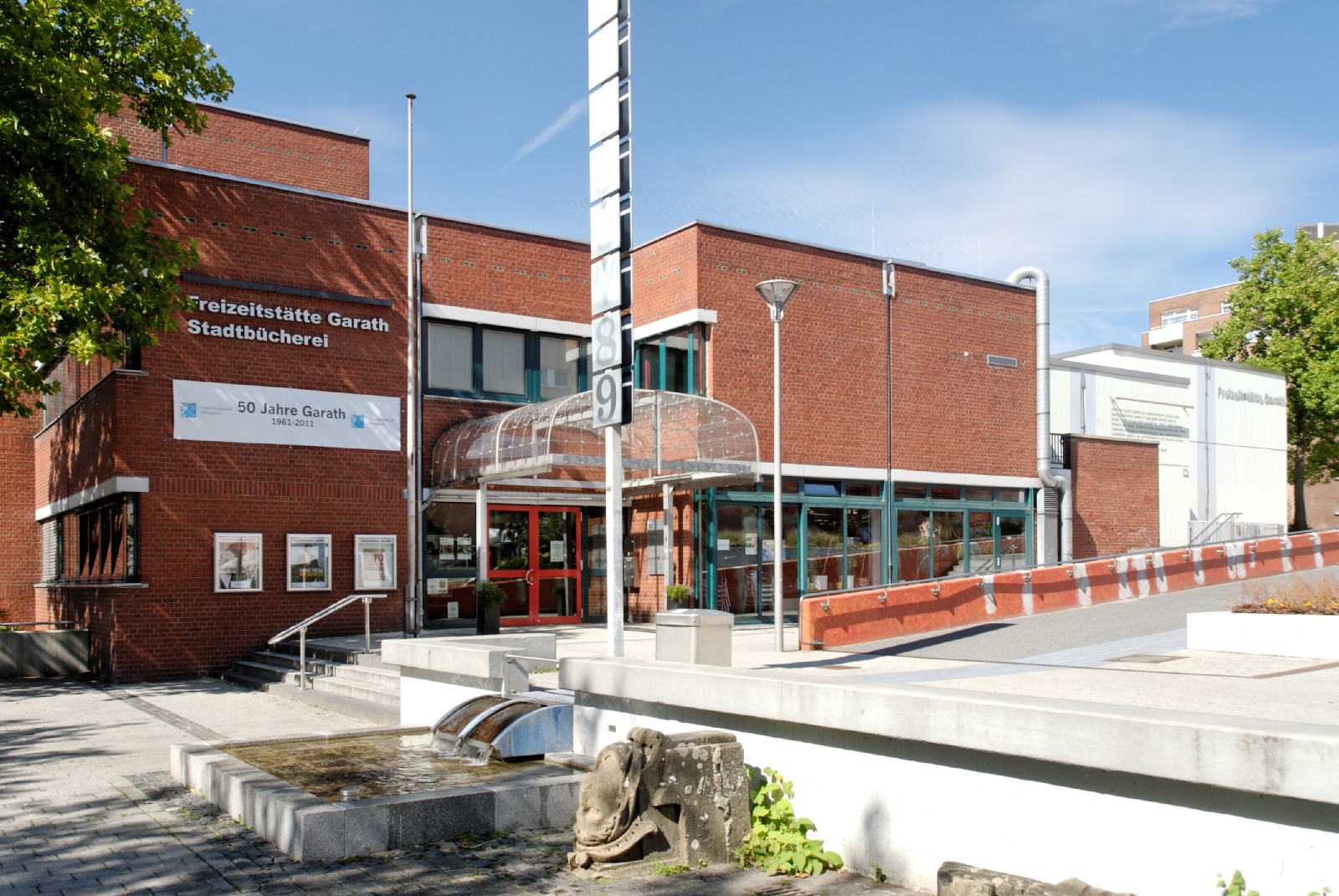
Freizeitstätte Garath

Die Freizeitstätte Garath an der Fritz-Erler-Straße 21 in Düsseldorf-Garath wurde von 1972 bis 1974 nach Plänen des Architekten Olaf Jacobsen erbaut. Partner waren B. G. Székessy, Mitarbeiter Liesel Drepper und Lutz Rehbein. Am 25. April 1975 wurde sie eröffnet. Sie dient heute als Kultur- und Bürgerhaus des Düsseldorfer Stadtteils Garath.
Im Jahr 2009 wurde die behindertengerechte Erschließung nach den Plänen der modus.architekten realisiert. In dem Zusammenhang wurde die Stadtteilbibliothek erweitert.

## Beschreibung
Der Gebäudekomplex besteht aus elf Betonkuben gleicher Grundfläche; die Außenwände sind in Mauerwerk ausgeführt. Ihre Ebenen sind halbgeschossig zueinander versetzt. Der Grundriss ist schneckenförmig. Die elf Kuben sind um einen Innenhof gruppiert. Dieser hat die Form von vier zusammengesetzten Rechtecken unterschiedlicher Größe. Die im Innenhof befindlichen Sitzstufen sind ähnlich einer Arena um einen Spielplatz angeordnet. Eine Tribüne im Innenhof erlaubt den Einblick auf den Spielplatz.

## Nutzung
Die Nutzfläche beträgt 3200 m². Der Komplex enthält Jugendräume, Altenclub, Volkshochschule, die Stadtteilbücherei Garath mit 25.000 Medien, ein Gesundheitsamt, das Netzwerk Zentrum plus und das Café Hermann. Zwölf Räume sowie eine große Töpferei stehen zur Verfügung. Der große Saal wird regelmäßig für Kinovorführungen, als Kleinbühne und für Veranstaltungen aller Art genutzt. Den Mittelpunkt des Hauses bildet der Veranstaltungssaal mit 350 Sitzplätzen bei Reihenbestuhlung und aufgebauter Tribüne

„Das Kultur- und Bürgerhaus „Freizeitstätte Garath“ ist seit 1975 fester Bestandteil der Stadtteil- und Kulturarbeit im Düsseldorfer Süden […] Über 60 Angebote verschiedener Akteure finden wöchentlich im Kultur- und Bürgerhaus statt.“